# Język ruanda-rundi
Język ruanda-rundi (kinyarwanda) – język urzędowy na terenie Rwandy. Język jest też w niewielkim stopniu używany w Ugandzie, Burundi, Tanzanii i Demokratycznej Republice Konga.
Dzieli się na kilka dialektów, uznawanych czasem za odrębne języki:
- język rwanda (ruanda)
- język rundi
- język fuliiro
- język giha